# Nghệ sĩ nhân dân Liên bang Nga
```
Nghệ sĩ nhân dân Liên bang Nga
 (
tiếng Nga
: 
Народный артист Российской Федерации
, chuyển tự Latinh: 
Narodnyy artist Rossiyskoy Federatsii
), đôi khi còn được dịch là 
Nghệ sĩ quốc gia Liên bang Nga
, là danh hiệu cao nhất được trao cho công dân 
Liên bang Nga
, có thành tích xuất sắc trong lĩnh vực 
nghệ thuật biểu diễn
 (
sân khấu
, 
âm nhạc
, 
múa
, 
xiếc
, 
điện ảnh
,...).
[
1
]
```

Danh hiệu này được coi là sự tiếp nối của cả hai danh hiệu thời Liên Xô: thứ nhất là "Nghệ sĩ nhân dân Liên Xô" và thứ hai (trực tiếp hơn) là "Nghệ sĩ nhân dân Cộng hòa Xã hội chủ nghĩa Xô viết Liên bang Nga". Hiện nay, vị thế của danh hiệu Nghệ sĩ Nhân dân Liên bang Nga đã vượt mức của danh hiệu Nghệ sĩ nhân dân CHXHCNXV Liên bang Nga thời xưa.
Hiện tại danh hiệu này có hai cấp độ:
- Cấp dưới: Nghệ sĩ danh dự Liên bang Nga (Заслуженный артист, Zasluzhenniy artist), còn dịch là "Nghệ sĩ ưu tú Nga". Cách dịch sau thể hiện sự chuyển đổi từ danh hiệu "Nghệ sĩ ưu tú Cộng hòa xã hội chủ nghĩa Xô viết Liên bang Nga" (Заслуженный артист РСФСР) sang thành "Nghệ sĩ ưu tú Liên bang Nga".[2]
- Cấp trên: Nghệ sĩ nhân dân Liên bang Nga (Народный артист, Narodny artist) là danh hiệu cao nhất.

Nghệ sĩ nào được phong danh hiệu "Danh dự" (Zasluzhenniy) ở thời trước thì có đủ điều kiện để được phong lên danh hiệu "Nhân dân" (Narodny) về sau. Chẳng hạn, ca sĩ giải trí Sergei Georgievich Zakharov được trao danh hiệu Nghệ sĩ danh dự CHXHCNXV Liên bang Nga (Заслуженный артист РСФСР) vào năm 1988, đến năm 1996 được phong thành Nghệ sĩ nhân dân Liên bang Nga.

## Hình ảnh

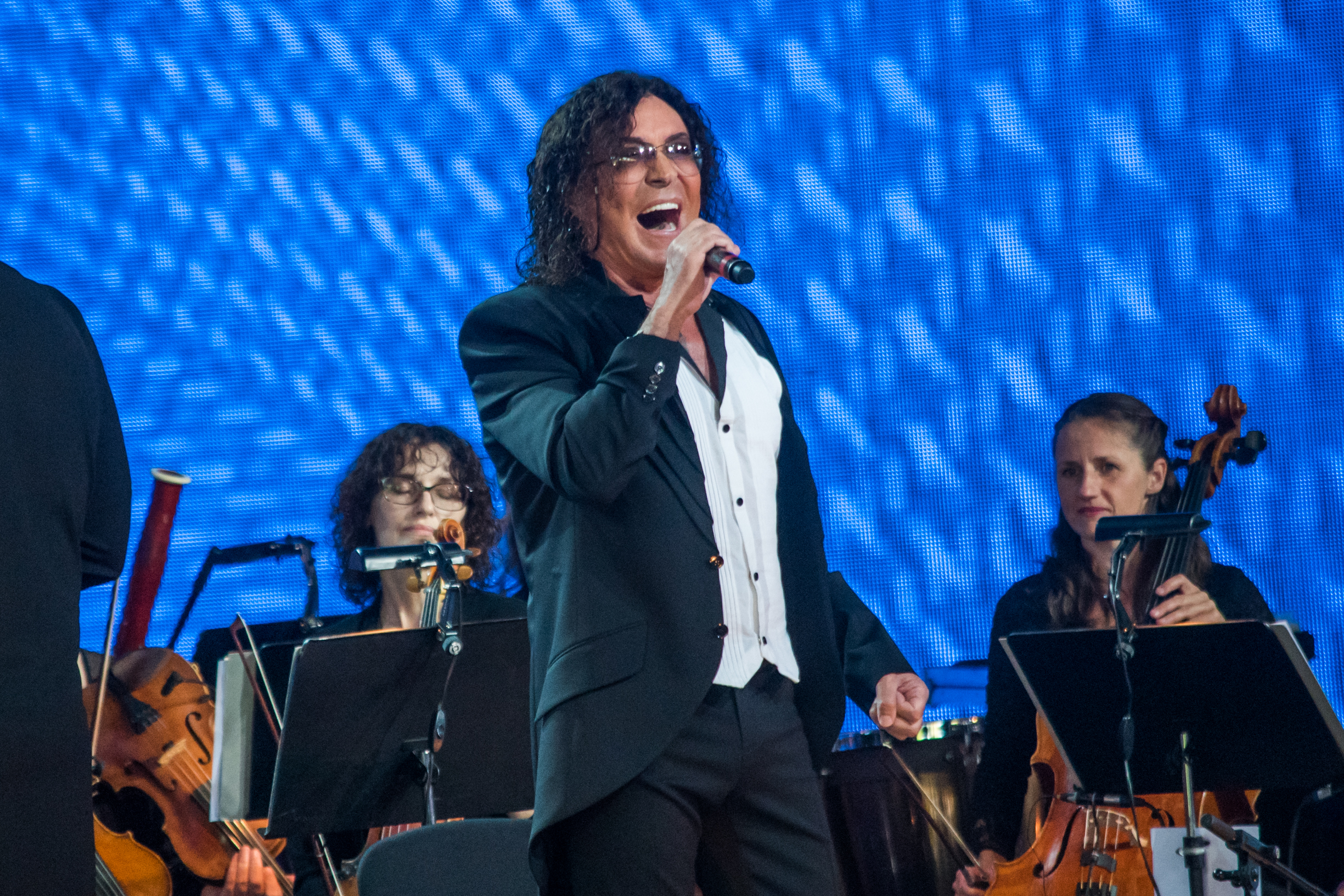
Ca sĩ Valery Leontiev
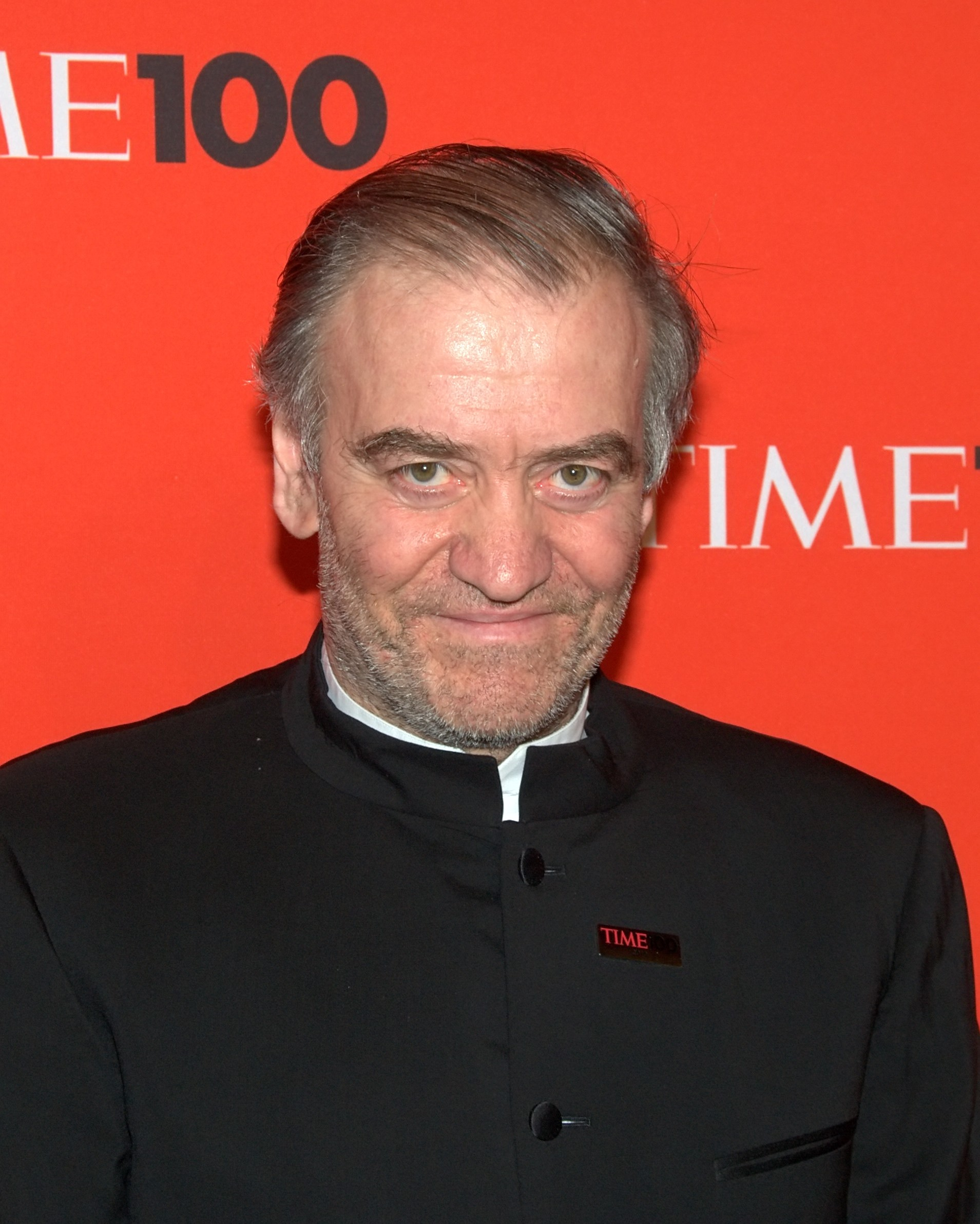
Nhạc trưởng Valery Gergiev
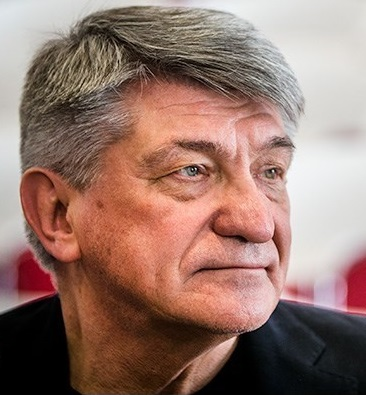
Nhà làm phim Alexander Sokurov
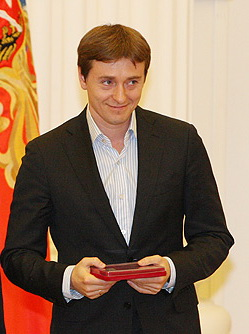
Diễn viên Serge Bezrukov
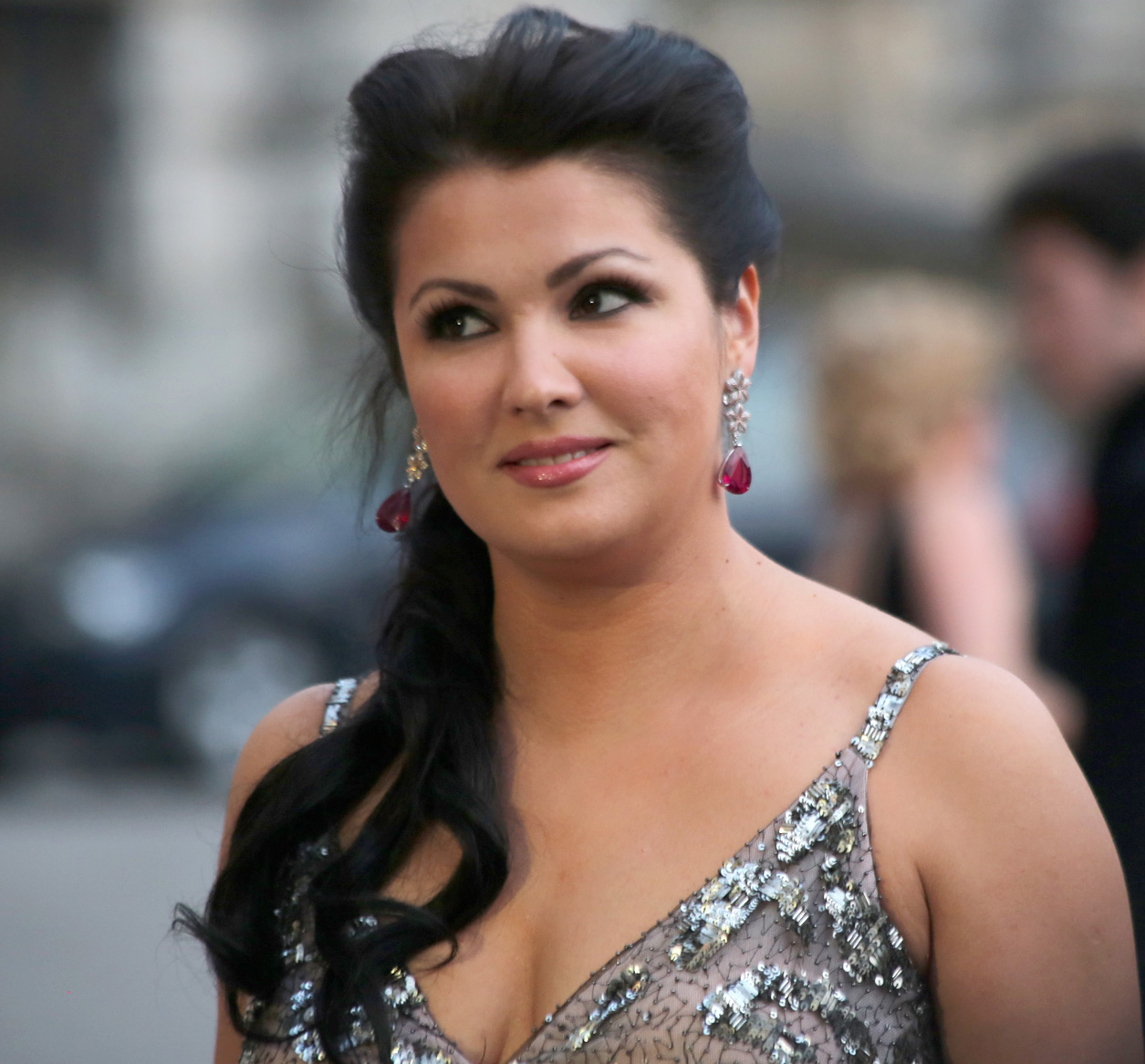
Ca sĩ opera Anna Netrebko
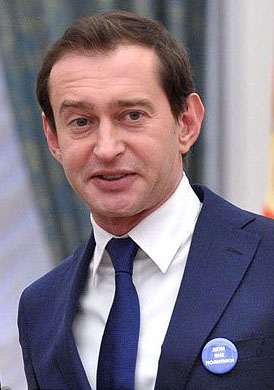
Diễn viên Konstantin Khabensky
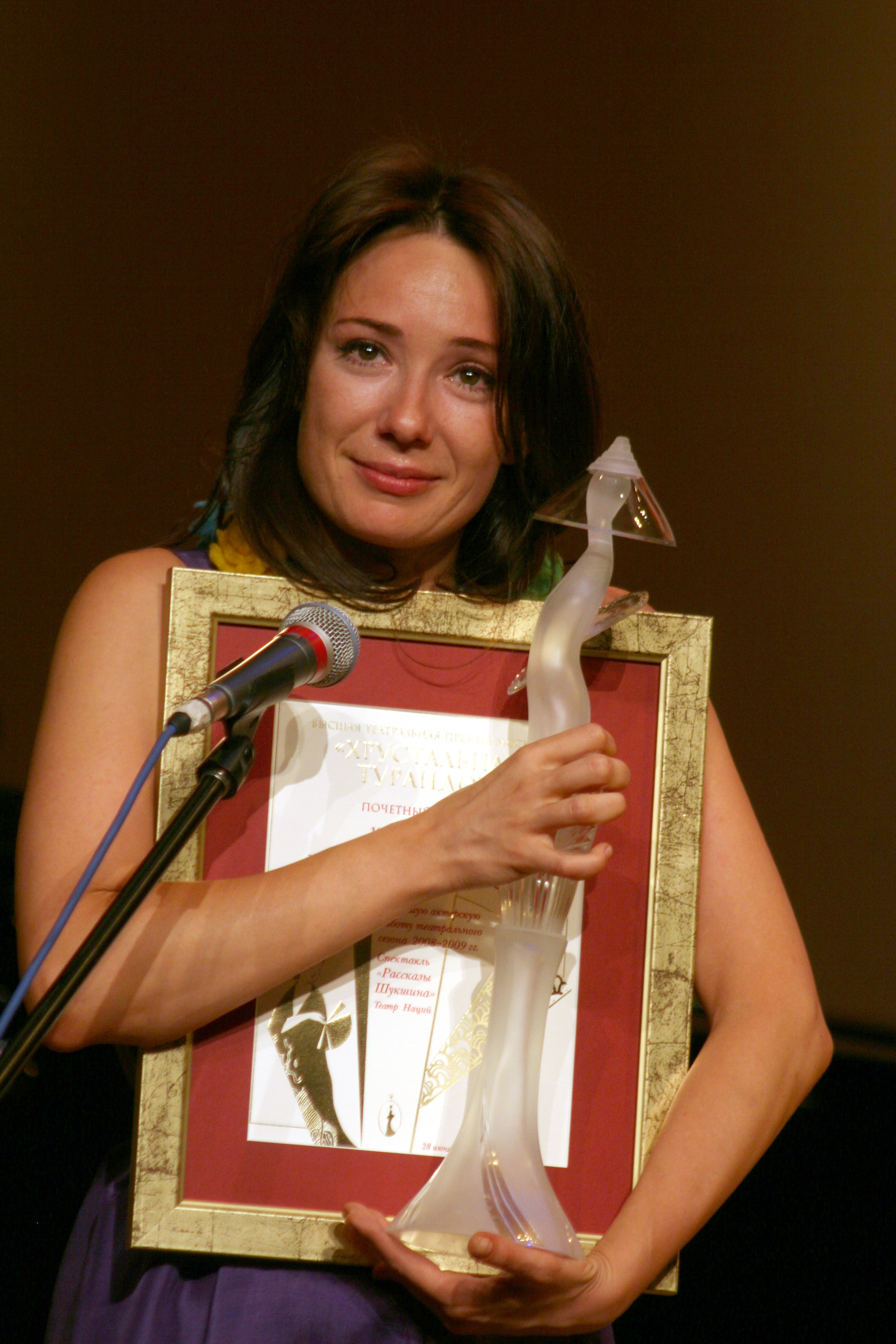
Nữ diễn viên Chulpan Khamatova
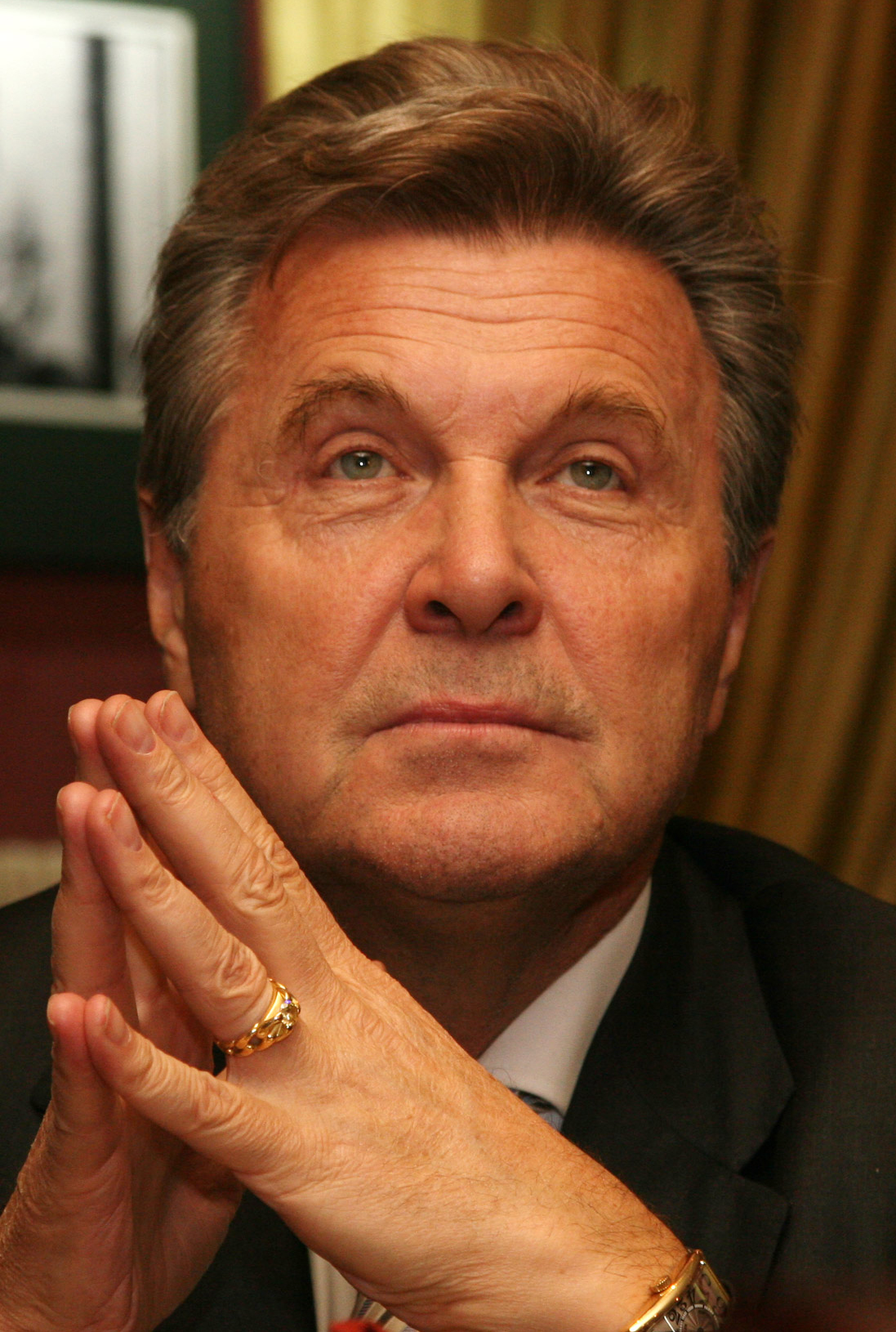
Ca sĩ Lev Leschenko

## Danh sách Nghệ sĩ nhân dân Liên bang Nga

### Thập niên 1990

#### 1992
- Vadim Abdrashitov - đạo diễn phim
- Vera Alentova - diễn viên
- Gennadi Bortnikov - diễn viên
- Ivan I. Krasko - diễn viên
- Yuri Lyubimov - diễn viên
- Tamara Nosova - diễn viên
- Tatiana Samoilova - diễn viên
- Vitaly Solomin - diễn viên
- Tatyana Vasilyeva - diễn viên

#### 1993
- Lev Dodin - đạo diễn sân khấu
- Pyotr Fomenko - đạo diễn phim và sân khấu
- Georgy Garanian - nhạc sĩ
- Boris Khimichev - diễn viên
- Olga Ostroumova - diễn viên
- Ruzhena Sikora - ca sĩ
- Sergei Solovyov - đạo diễn
- Evgeniy Steblov - diễn viên
- Olga Volkova - diễn viên
- Irina Zhurina - ca sĩ
- Liya Akhedzhakova - diễn viên
- Oleksandr Bondurianskyi - nghệ sĩ dương cầm
- Boris Novikov - diễn viên
- Albert Filozov - diễn viên
- Yevgeny Krylatov - nhà soạn nhạc
- Rimma Markova - diễn viên
- Andrey Martynov - diễn viên
- Irina Murillesova - diễn viên
- Georgy Natanson - đạo diễn
- Valery Nosik - diễn viên
- Victor Pavlov - diễn viên
- Elvina Podchernikova-Elvorti - nghệ sĩ xiếc
- Aleksandr Porokhovshchikov - diễn viên, đạo diễn
- Viktor Alexejewitsch Romanko - nghệ sĩ đàn bayan
- Boris Shcherbakov - diễn viên
- Nina Usatova - diễn viên
- Anatoly Vasilyev - diễn viên
- Gennadi Yukhtin - diễn viên
- Emsese Zharkov - diễn viên
- Lev Leshunn - ca sĩ

#### 1995
- Nina Ananiashvili - vũ công ba lê
- Yevgeniya Glushenko - diễn viên
- Dmitri Hvorostovsky - ca sĩ
- Igor Kostolevsky - diễn viên
- Savva Kulish - đạo diễn
- Gennady Pasko - họa sĩ
- Vladimir Rubin - nhà soạn nhạc
- Yevgeniya Simonova - diễn viên
- Vladimir Verbitsky - nhạc trưởng

#### 1996
- Cô Wê - pha Bezrodnaya - nghệ sĩ vĩ cầm
- Alexander Burdonsky - đạo diễn sân khấu
- Nikolai Burlyayev - diễn viên
- Vyacheslav Dobrynin - nhà soạn nhạc, ca sĩ
- Valery Fokin - đạo diễn sân khấu
- Valery Gergiev - nhạc trưởng
- Nadezhda Gracheva - vũ công ba lê
- Igor Krutoy - nhà soạn nhạc
- Valery Leontiev - ca sĩ
- Tamara Miansarova - ca sĩ
- Yuriy Norshteyn - đạo diễn
- Valery Polyansky - nhạc trưởng
- Natalya Seleznyova - diễn viên
- Nikolay Serebryakov - đạo diễn
- Mikhail Svetin - diễn viên
- Margarita Terekhova - diễn viên
- Sergei Zakharov - ca sĩ

#### 1997
- Yuri Antonov - nhạc sĩ
- Victor Balashov - người dẫn chương trình phát thanh
- Valery Lantratov - vũ công ba lê
- Alexander Lenkov - diễn viên
- Alexander Malinin - nhạc sĩ
- Vladimir Matorin - ca sĩ
- Klara Novikova - diễn viên
- Kirill Tikhonov - nhạc trưởng

#### 1998
- Olga Barnet - diễn viên
- Vitali Konyayev - diễn viên
- Fuat Mansurov - nhạc trưởng
- Serge Migitsko - diễn viên
- Yuri Nikolaev - người dẫn chương trình truyền hình và phát thanh, diễn viên
- Maria Pakhomenko - ca sĩ
- Boris Plotnikov - diễn viên
- Gennadi Poloka - diễn viên, đạo diễn
- Nina Ruslanova - diễn viên
- Sergei Skripka - nhạc trưởng
- Larisa Udovichenko - diễn viên
- Emmanuil Vitorgan - diễn viên

#### 1999
- Alla Bayanova - ca sĩ
- Andrei Chistyakov - nhạc trưởng
- Valentin Dikul - người biểu diễn xiếc
- Vladimir Ilyin - diễn viên
- Alexander Gradsky - nhạc sĩ
- David Goloschekin - nhạc sĩ
- Nadezhda Kadysheva - ca sĩ
- Mikhail Kononov - diễn viên
- Aristarkh Livanov - diễn viên
- Lyudmila Polyakova - diễn viên
- Andrey Makarevich - nhạc sĩ
- Tatyana Piletskaya - diễn viên
- Joseph Raihelgauz - đạo diễn sân khấu
- Alexey Rybnikov - nhà soạn nhạc
- Alexey Sheynin - diễn viên
- Nikolai Sorokin - diễn viên

### Thập niên 2000

#### 2000
- Ivan Bortnik - diễn viên
- Tatyana Dogileva - diễn viên
- Taisia Kornilova - nghệ sĩ xiếc
- Evgeny Brazhnik - nhạc trưởng
- Aleksandr Misharin
- Dmitry Nazarov - diễn viên
- Emilyano Ochagaviya - diễn viên
- Yuri Sarantsev - diễn viên
- Alla Surikova - đạo diễn

#### 2001
- Lev Borisov - diễn viên
- Zakhar Bron - nghệ sĩ vĩ cầm
- Boris Bystrov - diễn viên
- Lydia Davydova - ca sĩ
- Sergei Filin - vũ công ba lê
- Oleg Gazmanov - ca sĩ
- Boris Khmelnitsky - diễn viên
- Georgi Movkesyan - nhà soạn nhạc
- Ilya Oleynikov - diễn viên
- Slava Polunin - diễn viên xiếc, diễn viên
- Alexander Rosenbaum - nhạc sĩ
- Vladimir Steklov - diễn viên
- Nikolay Tsiskaridze - vũ công ba lê
- Alexandra Zakharova - diễn viên

#### 2002
- Olga Borodina - ca sĩ
- Gennady Gladkov - nhà soạn nhạc
- Boris Klyuyev - diễn viên
- Tatyana Kravchenko - diễn viên
- Vladimir Ponkin - nhạc trưởng
- Stahan Rakhimov - ca sĩ
- Nikolay Rastorguyev - ca sĩ
- Elena Yakovleva - diễn viên
- Leonid Yakubovich - diễn viên
- Alla Yoshpe - ca sĩ

#### 2003
- Kama Ginkas - đạo diễn sân khấu
- Igor Kashintsev - diễn viên
- Andrey Kovalchuk - nhà điêu khắc
- Oleg Menshikov - diễn viên
- Leonid Nechayev - giám đốc
- Viktor Rakov - diễn viên
- Ilya Reznik - nhà thơ
- Andrei Smirnov - diễn viên, đạo diễn
- Zinovy Vysokovsky - diễn viên
- Alexanderr Zatsepin - nhà soạn nhạc

#### 2004
- Oleg Anofriyev - diễn viên, nhạc sĩ
- Igor Yuryevich Ivanov - diễn viên
- Zinaida Ignatyeva - nghệ sĩ dương cầm
- Tamara Gverdtsiteli - ca sĩ
- Yevgeny Mironov - diễn viên
- Alexander Mitta - đạo diễn
- Alexander Morozov - nhà soạn nhạc
- Vladimir Nazarov - nhạc sĩ
- Andrey Smolyakov - diễn viên
- Alexander Sokurov - đạo diễn
- Maurice Yaklashkin - nhạc trưởng
- Valeriya Zaklunna - diễn viên

#### 2005
- Sergei Artsibashev - đạo diễn
- Yuriy Nazarov - diễn viên
- Sergei Roldugin - nghệ sĩ cello
- Boris Romanov - diễn viên
- Raisa Ryazanova - diễn viên
- Valentin Smirnitsky - diễn viên
- Svetlana Smirnova
- Valentin Yudashkin - nhà thiết kế thời trang
- Kỷ nguyên Ziganshina - diễn viên

#### 2006
- Svyatoslav Belza - nhà phê bình
- Yuri Bosco - nghệ sĩ
- Alexanderr Galibin - diễn viên
- Sergei Garmash - diễn viên
- Vitaly Logvinovsky - diễn viên
- Ulyana Lopatkina - vũ công ba lê
- Alexander Pyatkov - diễn viên
- Angelina Vovk - diễn viên
- Slava Zaitsev - nhà thiết kế thời trang
- Marina Zudina - diễn viên

#### 2007
- Irina Alfyorova - diễn viên
- Alexanderr Domogarov - diễn viên
- Vladimir Galouzine - ca sĩ
- Aleksei Guskov - diễn viên
- Dmitry Kharatyan - diễn viên
- Irina Rozanova - diễn viên
- Diana Vishneva - vũ công ba lê

#### 2008
- Serge Bezrukov - diễn viên
- Yuri Chernov - diễn viên
- Philipp Kirkorov - ca sĩ
- Yulia Makhalina - vũ công ba lê
- Anna Netrebko - ca sĩ

#### 2009
- Maria Alexandrova - vũ công ba lê
- Nikolay Baskov - ca sĩ
- Alexey Buldakov - diễn viên
- Oleg Mityaev - nhạc sĩ
- Anatoly Mukasei - nhà quay phim
- Valentina Telichkina - diễn viên
- Roman Viktyuk - diễn viên, đạo diễn

### Thập niên 2010

#### 2010
- Irina Allegrova - ca sĩ
- Vladimir Khotinenko - diễn viên, đạo diễn
- Dmitry Malikov - nhạc sĩ
- Vladimir Mashkov - diễn viên
- Emsese Serebryakov - diễn viên
- Vyacheslav Spesivtsev - diễn viên
- Alexander Buinov - ca sĩ

#### 2011
- Fyodor Dobronravov - diễn viên
- Vera Glagoleva - diễn viên kiêm đạo diễn phim
- Andrei Khrzhanovsky - đạo diễn phim
- Denis Matsuev - nghệ sĩ dương cầm
- Boris Nevzorov - diễn viên, đạo diễn
- Irma Nioradze - vũ công ba lê

#### 2012
- Dmitry Gudanov - vũ công ba lê
- Konstantin Khabensky - diễn viên
- Chulpan Khamatova - diễn viên

#### 2013
- Nikolai Chindyajkin - diễn viên
- Natalya Gvozdikova - diễn viên
- Lev Prygunov - diễn viên
- Igor Sklyar - diễn viên
- Alexanderr Trofimov - diễn viên
- Valeriya - ca sĩ

#### 2014
- Valery Khalilov - nhạc trưởng, nhà soạn nhạc

#### 2015
- Arkady Arkanov - diễn viên (truy tặng)
- Kseniya Rappoport - diễn viên

#### 2016
- Marina Esipenko - diễn viên
- Nikolay Lazarev - diễn viên
- Vladimir Nosik - diễn viên
- Yuliya Rutberg - diễn viên
- Alexander Sladkovsky - nhạc trưởng
- Igor Vernik - diễn viên

#### 2017
- Olga Pogodina - diễn viên
- Ekaterina Krysanova - vũ công ba lê [4]
- Viktoria Tereshkina - vũ công ba lê [5]